# 瓦滕贝格-罗尔巴赫
瓦滕贝格-罗尔巴赫是德国莱茵兰-普法尔茨州唐纳斯贝格县的一个市镇。总面积4.46平方公里，总人口471人，其中男性236人，女性235人（2011年12月31日），人口密度106人/平方公里。